# Hackelia difformis
Hackelia difformis är en strävbladig växtart som först beskrevs av Yong Yung Shan Lian och J. Q. Wang, och fick sitt nu gällande namn av Harald Harold Udo von Riedl. Hackelia difformis ingår i släktet Hackelia och familjen strävbladiga växter. Inga underarter finns listade i Catalogue of Life.